# Рудий Віктор Володимирович
Віктор Володимирович Рудий (нар. 11 лютого 1962, Житомир, УРСР) — радянський та Український футболіст, універсал.

## Життєпис
Вихованець ДЮСШ Чернігова, тренери — Мирослав Мандрик та Юхим Школьников. З 1980 року виступав на дорослому рівні за чернігівську «Десну» в другій лізі СРСР. У 1982 році став срібним призером чемпіонату Української РСР серед команд другої ліги. У 1984 році перейшов до запорізького «Металурга», який грав у першій лізі, але провів 12 матчів, у всіх випадках виходив виключно на заміни. У 1985 році перейшов у вінницьку «Ниву», провів у її складі чотири з половиною сезони, зіграв 175 матчів у другій лізі. Влітку 1989 року на час повернувся в «Десну», яка виступала у другій, а потім — у другій нижчій лізі. В останньому сезоні першості СРСР грав у другій нижчій лізі за «Нафтовик» (Охтирка) і в першій лізі за «Буковину» (Чернівці), але ніде не зміг закріпитися.
Після розпаду СРСР деякий час грав в аматорських змаганнях в Чернігові. Влітку 1993 року перейшов у вінницьку «Ниву» і зіграв 2 матчі у вищій лізі України. Дебютний матч у турнірі провів 8 серпня 1993 року проти запорізького «Торпедо», замінивши на 76-й хвилині Віктора Будника. На початку 1994 року повернувся до «Десни», яка грала в першій лізі і фінішувала у вище вказаному турнірі в сезоні 1993/94 років останньою.
Влітку 1994 року перейшов у білоруський клуб «Торпедо» (Могильов) і провів в ньому півтора роки, зіграв 43 матчі та відзначився 4 голами у вищій лізі Білорусі. Фіналіст Кубку Білорусі 1994/95.
В останні роки кар'єри грав у другій лізі України за «Рось» (Біла Церква) і в одній з нижчих ліг Ізраїлю за «Хапоель» (Ашкелон). Навесні 1997 року повернувся в чернігівську «Десну» і в сезоні 1996/97 років став переможцем зонального турніру другої ліги, потім два сезони виступав у першій лізі, з якої його клуб в 1999 році знову вилетів. У проміжках між іграми за «Десну» грав також за аматорські команди Чернігова. Останні матчі на професіональному рівні провів у 37-річному віці.
Всього за «Десну» зіграв 269 матчів у першості СРСР і України, станом на кінець 2010-х років входив в десятку найкращих гравців клубу за кількістю зіграних матчів. У першостях всіх країн на рівні професіоналів (майстрів) зіграв понад 520 матчів, з них у вищих лігах України та Білорусії — 45 поєдинків.

## Досягнення
- Кубок Білорусі
  -  Фіналіст (1): 1994/95

- Чемпіонат УРСР
  -  Срібний призер (1): 1982

- Друга ліга України
  -  Чемпіон (1): 1996/97 (зональний турнір)